# Hôpital Saint-Cyr (Villeneuve-sur-Lot)
L' hôpital Saint-Cyr est situé no 2 boulevard Saint-Cyr-de-Coquard, à Villeneuve-sur-Lot, dans le département de Lot-et-Garonne.

## Historique
L’hôpital Saint-Cyr a été élevé grâce à la générosité de Pierre Nicolas Saint-Cyr de Cocquard. Les plans ont été dessinés entre 1833 et 1834 par l'architecte du département Gustave Bourrières. Sa construction est terminée en 1840. Le logement du directeur a été édifié vers 1845.
L'hôpital s'est agrandi dans la seconde moitié du XIXe siècle et XXe siècle vers l'est et le nord.
Le centre hospitalier de Villeneuve-sur-Lot a été déplacé dans de nouveaux locaux : Centre Hospitalier, Brugnol Romas sur la route de Fumel.
Deux locaux n'ont pas été modifiés depuis leur construction : la chapelle et l'apothicairerie. La chapelle a conservé son mobilier. L'apothicairerie a gardé son agencement intérieur. Les objets de l'apothicairerie, dont les pots à pharmacie, ont été déposés au musée de Gajac de Villeneuve-sur-Lot.
L'hôpital a été inscrit au titre des monuments historiques le 20 décembre 2005,.